# Francis Needham (3e comte de Kilmorey)
Francis Charles Needham, 3e comte de Kilmorey (2 août 1842 - 28 juillet 1915), titré vicomte Newry de 1851 à 1880, est un pair anglo-irlandais et un député conservateur.

## Jeunesse et éducation
Il est le fils aîné de Francis Needham (vicomte Newry), fils de Francis Needham (2e comte de Kilmorey). Sa mère est Anne Amelia Colville, fille du général Charles Colville. Il fréquente le Collège d'Eton et Christ Church à Oxford.
En 1862 (à dix-neuf ans), il propose de donner un bal, qui est interdit par les autorités du collège, principalement par Charles Lutwidge Dodgson (mieux connu sous le nom de Lewis Carroll). L'épouse de Henry Liddell, le doyen du collège, soutient le bal; la résidence irlandaise de Liddell est proche du siège de Kilmorey à Moure Park, et cette faveur à un ami de la famille aurait pu créer des liens sociaux pour ses filles (dont Alice). Cette affaire du bal et la froideur qui en résulte entre les Liddell et Carroll sont mentionnés dans son journal comme «l'affaire de Lord Newry». Il est diplômé en 1864.

## Carrière politique
En 1874, il est haut shérif de Down, puis est élu à la Chambre des communes pour Newry en 1871, siège qu'il occupe jusqu'en 1874. En 1880, il succède à son grand-père en tant que comte de Kilmorey, mais comme il s'agit d'une pairie irlandaise, cela ne lui donne pas droit à un siège automatique à la Chambre des lords. Cependant, l'année suivante, il est élu pair représentant irlandais et siège à la Chambre des Lords jusqu'à sa mort en 1915. En 1890, il est fait Chevalier de l'Ordre de St Patrick.

## Carrière militaire
En tant que vicomte Newry, il est commissionné cornet dans la cavalerie de North Shropshire Yeomanry en 1865 puis promu capitaine en 1871 avant que la cavalerie ne soit fusionnée dans le régiment unifié de Shropshire Yeomanry. Il continue dans ce dernier, étant promu major en 1883 et devenant lieutenant-colonel, commandant du régiment en 1889. Il prend sa retraite en 1896 et est nommé colonel honoraire du régiment.
Après l'accession au trône du roi Édouard VII en 1901, Lord Kilmorey est nommé aide de camp (surnuméraire) de Sa Majesté "pour le service de sa Force Yeomanry". Il reçoit également le grade de colonel dans la Force Yeomanry.

## Vie privée
Lord Kilmorey épouse en 1881 Ellen Constance Baldock, fille d'Edward Holmes Baldock (député de Shrewsbury). Elle est une beauté renommée qui cause un scandale en se faisant léguer les "émeraudes Teck" parmi d'autres bijoux, par son amant, le prince Francis de Teck, frère de la reine Mary. Elle aurait également eu une liaison avec Édouard VII, un visiteur fréquent des domaines de Kilmorey à Morne Park, dans le comté de Down.
Lord Kilmorey est décédé en juillet 1915, à l'âge de 72 ans, de pleurésie et de pneumonie dans sa maison de ville de Mayfair au 5, rue Aldford. Il est enterré à Kilkeel, comté de Down. Il est remplacé dans ses titres par son fils aîné Francis Needham (4e comte de Kilmorey). Lady Kilmorey est décédée en 1920.